# Gothmann

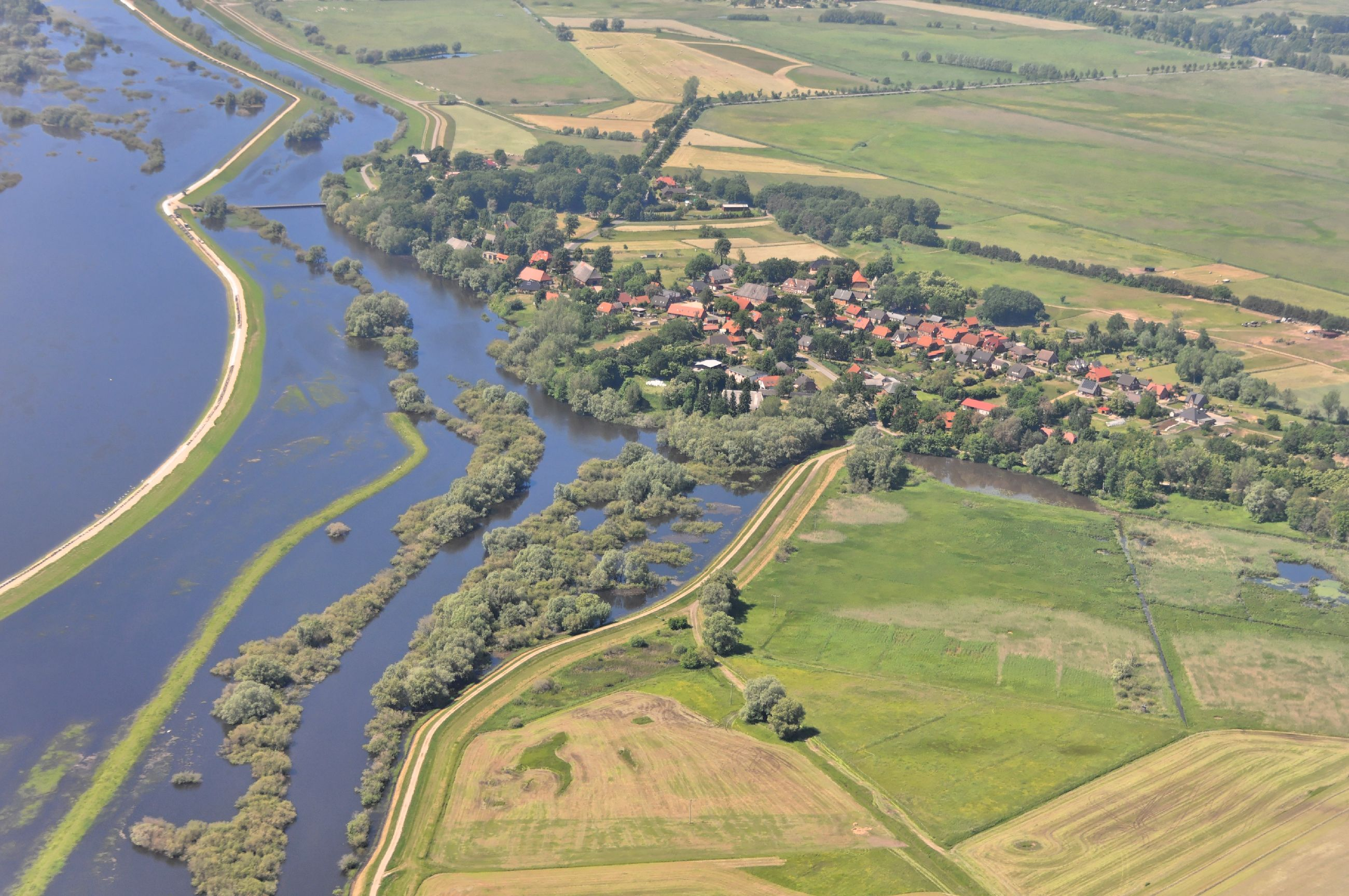
Gothmann an der über die Ufer getretenen Sude, links im Bild die Elbe (Juni 2013)

Gothmann ist ein Ortsteil der Stadt Boizenburg/Elbe im Landkreis Ludwigslust-Parchim in Mecklenburg-Vorpommern.
Der Ort liegt südlich des Hauptortes Boizenburg an der westlich fließenden Sude, einem rechten Nebenfluss der Elbe, die ebenfalls westlich fließt. Nördlich verläuft die B 195. In der unmittelbaren Umgebung des Ortes nordöstlich bzw. westlich erstrecken sich die ehemaligen Naturschutzgebiete Bollenberg bei Gothmann (50 ha) und Elbdeichvorland (145 ha). 

## Baudenkmale
In der Liste der Baudenkmale in Boizenburg/Elbe sind für Gothmann zwei Baudenkmale aufgeführt, darunter ein Hallenhaus (An der Sude 19).